# Сахастру (Вранча)
Сахастру (рум. Sahastru) насеље је у Румунији у округу Вранча у општини Нережу. Oпштина се налази на надморској висини од 754 m.

## Становништво
Према подацима из 2002. године у насељу је живело 422 становника, од којих су сви румунске националности.